# Kap Maude
Das Kap Maude ist ein hoch aufragendes, eisbedecktes Kap an der Shackleton-Küste der antarktischen Ross Dependency. Es bildet den östlichen Ausläufer der Vaughan Promontory in der Holland Range am südwestlichen Rand des Ross-Schelfeises. 
Teilnehmer der Nimrod-Expedition (1907–1909) unter der Leitung des britischen Polarforschers Ernest Shackleton entdeckten es. Benannt ist es nach dem britischen Colonel Edward Addison (I. A.) Maude (1863–1932), der Shackleton das Futter für die auf der Forschungsreise mitgeführten Ponys zur Verfügung stellte.